# تام گروونور
تام گروونور (به انگلیسی: Tom Grosvenor) بازیکن فوتبال زادهٔ ۲۲ نوامبر ۱۹۰۸ اهل کشور انگلستان که سابقهٔ بازی در تیم ملی فوتبال انگلستان را در کارنامهٔ خود دارد. وی در تاریخ ۱۴ اکتبر ۱۹۳۳ نخستین بازی ملی خود را در مقابل تیم ملی فوتبال ایرلند شمالی انجام داد و با حضور در ۳ بازی ملی، در تاریخ ۶ دسامبر ۱۹۳۳ واپسین بازی ملی‌اش را در برابر تیم ملی فوتبال فرانسه برگزار کرد.
این بازیکن توانست در بازی‌های ملی، ۲ گل به ثمر برساند.